# آرتور کوک (کشتی‌گیر)
آرتور کوک (استونیایی: Artur Kukk; ۲۲ ژوئن ۱۸۹۹ – ۱۹ آوریل ۱۹۵۸) کشتی‌گیر اهل استونی بود.
وی در مسابقات کشتی فرنگی سنگین‌وزن بازی‌های المپیک تابستانی ۱۹۲۰ شرکت کرده بود.